# Stazione di Villa Raverio
La stazione di Villa Raverio è una fermata ferroviaria posta sulla linea Monza-Molteno-Lecco. Serve il centro abitato di Villa Raverio, frazione di Besana in Brianza.

## Storia
L'impianto fu aperto nel 1911, come la totalità della linea.

Inizialmente era una stazione con binario di raddoppio e scalo merci; nel 1987 venne declassata a fermata.

## Strutture e impianti
Lo scalo è situato in via Alessandro Volta di Besana Brianza. Dispone del solo binario di corsa e di un marciapiede per l'accesso dell'utenza.

## Movimento
La fermata è servita dai treni della linea S7 (Milano-Monza-Molteno-Lecco), con frequenza semioraria nelle ore di punta (in direzione Milano la mattina e verso Lecco la sera) ed oraria nel resto della giornata, oltre ad una coppia di treni limitata a Besana nel primo pomeriggio.

## Servizi
- Fermata autobus